# Молодіжна збірна Таїті з футболу
Молодіжна збірна Таїті з футболу — національна молодіжна футбольна збірна Таїті, що складається у залежності від турніру із гравців віком до 19 або до 20 років. Вважається основним джерелом кадрів для підсилення складу основної збірної Таїті. Керівництво командою здійснює Федерація футболу Таїті.
Команда має право участі у Молодіжному чемпіонаті ОФК, у випадку успішного виступу на якому може кваліфікуватися на молодіжний чемпіонат світу до 20 років. Також може брати участь у товариських і регіональних змаганнях.

## Виступи на міжнародних турнірах

### Чемпіонат світу U-20
| Статистика молодіжних чемпіонатів світу | Статистика молодіжних чемпіонатів світу | Статистика молодіжних чемпіонатів світу | Статистика молодіжних чемпіонатів світу | Статистика молодіжних чемпіонатів світу | Статистика молодіжних чемпіонатів світу | Статистика молодіжних чемпіонатів світу | Статистика молодіжних чемпіонатів світу | Статистика молодіжних чемпіонатів світу |
| Рік                                     | Раунд                                   | І                                       | В                                       | Н                                       | П                                       | Г+                                      | Г-                                      |                                         |
| --------------------------------------- | --------------------------------------- | --------------------------------------- | --------------------------------------- | --------------------------------------- | --------------------------------------- | --------------------------------------- | --------------------------------------- | --------------------------------------- |
| 1977–2007                               | не кваліфікувалася                      | -                                       | -                                       | -                                       | -                                       | -                                       | -                                       |                                         |
| 2009                                    | Раунд 1                                 | 3                                       | 0                                       | 0                                       | 3                                       | 0                                       | 21                                      |                                         |
| 2011–2017                               | не кваліфікувалася                      | -                                       | -                                       | -                                       | -                                       | -                                       | -                                       |                                         |
| 2019                                    | Раунд 1                                 | 3                                       | 0                                       | 0                                       | 3                                       | 0                                       | 14                                      |                                         |
| 2023–2025                               | не кваліфікувалася                      | -                                       | -                                       | -                                       | -                                       | -                                       | -                                       |                                         |
| Усього                                  | 2/24                                    | 6                                       | 0                                       | 0                                       | 6                                       | 0                                       | 35                                      |                                         |

### Молодіжний чемпіонат ОФК
| Молодіжний чемпіонат ОФК | Молодіжний чемпіонат ОФК | Молодіжний чемпіонат ОФК | Молодіжний чемпіонат ОФК | Молодіжний чемпіонат ОФК | Молодіжний чемпіонат ОФК | Молодіжний чемпіонат ОФК | Молодіжний чемпіонат ОФК | Молодіжний чемпіонат ОФК | Молодіжний чемпіонат ОФК |
| Рік                      | Раунд                    | І                        | В                        | Н                        | П                        | Г+                       | Г-                       | РГ                       | О                        |
| ------------------------ | ------------------------ | ------------------------ | ------------------------ | ------------------------ | ------------------------ | ------------------------ | ------------------------ | ------------------------ | ------------------------ |
| 1974                     | чемпіони                 | 4                        | 3                        | 0                        | 1                        | 10                       | 6                        | +4                       | 7                        |
| 1978                     | не брала участь          |                          |                          |                          |                          |                          |                          |                          |                          |
| 1980                     | груповий етап            | 2                        | 0                        | 0                        | 2                        | 1                        | 3                        | -2                       | 0                        |
| 1982                     | не брала участь          |                          |                          |                          |                          |                          |                          |                          |                          |
| 1985                     | не брала участь          |                          |                          |                          |                          |                          |                          |                          |                          |
| 1987                     | не брала участь          |                          |                          |                          |                          |                          |                          |                          |                          |
| 1988                     | не брала участь          |                          |                          |                          |                          |                          |                          |                          |                          |
| 1990                     | 4-е місце                | 4                        | 1                        | 1                        | 2                        | 3                        | 10                       | -7                       | 4                        |
| 1992                     | 2-е місце                | 4                        | 2                        | 1                        | 1                        | 6                        | 4                        | +2                       | 5                        |
| 1994                     | груповий етап            | 3                        | 1                        | 0                        | 2                        | 2                        | 7                        | -5                       | 3                        |
| 1997                     | 4-е місце                | 4                        | 0                        | 0                        | 4                        | 3                        | 20                       | -17                      | 0                        |
| 1998                     | не брала участь          |                          |                          |                          |                          |                          |                          |                          |                          |
| & 2001                   | груповий етап            | 4                        | 1                        | 0                        | 3                        | 9                        | 15                       | -6                       | 3                        |
| & 2002                   | не брала участь          |                          |                          |                          |                          |                          |                          |                          |                          |
| 2005                     | не брала участь          |                          |                          |                          |                          |                          |                          |                          |                          |
| 2007                     | 5-е місце                | 6                        | 2                        | 1                        | 3                        | 7                        | 9                        | -2                       | 7                        |
| 2008                     | чемпіони                 | 3                        | 2                        | 1                        | 0                        | 4                        | 1                        | +3                       | 7                        |
| 2011                     | не брала участь          |                          |                          |                          |                          |                          |                          |                          |                          |
| 2013                     | не брала участь          |                          |                          |                          |                          |                          |                          |                          |                          |
| 2014                     | не брала участь          |                          |                          |                          |                          |                          |                          |                          |                          |
| & 2016                   | груповий етап            | 3                        | 1                        | 1                        | 1                        | 6                        | 7                        | -1                       | 4                        |
| & 2018                   | 2-е місце                | 5                        | 3                        | 0                        | 2                        | 9                        | 2                        | +7                       | 9                        |
| Усього                   | чемпіони                 | 37                       | 13                       | 5                        | 19                       | 51                       | 82                       | -31                      | 43                       |